# Sexy loca
Sexy loca is een lied van de Nederlandse zangeres Famke Louise en dj-duo Afro Bros. Het werd in 2020 als single uitgebracht.

## Achtergrond
Sexy loca is geschreven door Famke Louise, Shareef Badloe, Ashraf Farouk, Youness Spanjer, Giordano Ashruf, Rashid Badloe en geproduceerd door Afro Bros. Het is een lied uit het genre nederhop met effecten uit de reggaeton. In het lied beschrijft de liedvertelster zichzelf en haar lichaam. Hierop vertelt ze aan de luisteraar hoe graag hij/zij haar wil en wat diegene met haar kan doen. In de bijbehorende videoclip zijn beelden te zien van een schaars gekleedde Famke Louise. Op het album Trifecta Type Beat Volume 3 van muzieklabel Trifecta staat een instrumentale versie van het lied.

## Hitnoteringen
De artiesten hadden bescheiden succes met het lied in Nederland. Het stond één week in de  Single Top 100 waarin het op de 66e plaats stond. De Top 40 werd niet bereikt; het lied bleef steken op de tiende plaats van de Tipparade.